# Fira del Sol (Mérida)
La Fira del Sol, coneguda també com el Carnaval Taurí d'Amèrica, és una festivitat cultural amb diverses activitats esportives, folklòriques, musicals, taurines, religioses i artístiques de caràcter internacional celebrada a la ciutat de Mérida, Veneçuela, durant els dies de Carnaval (entre febrer i març segons l'any), fent una avantsala al denominat carnaval catòlic. Les festivitats abasten corregudes de toros, exposicions culturals, comercials i ramaderes, concerts, desfilades, activitats esportives així com l'elecció de la reina de la fira.

## Història
A Mèrida no se celebraven fires de cert renom i un grup d'afeccionats a la festa brava va tenir la idea de construir una plaça de toros, perquè la «Ciutat dels Cavallers» tingués un calendari taurí i s'inclogués entre les fires més importants de Veneçuela.
Al principi, les fires es realitzaven al començament de desembre per a celebrar el dia de la Immaculada Concepció i que seria llavors la primera fira per al 9 i 10 de desembre. En la primera correguda es va verue afectada per un fort xàfec que no va permetre la inauguració i van haver de celebrar-se les dues corregudes el dia 10.
A l'any 1968 no es va celebrar la fira, però si una correguda el 13 d'abril de 1968, Dissabte Sant.
Llavors, a causa de l'inconvenient del temps de pluges es va decidir celebrar les fires de manera que coincidissin amb els carnestoltes, entre febrer i març, sota el nom de Fires d'«El Sol» i així va ser com el 1969 es va celebrar la primera fira amb tres corregudes de toros els dies 15, 16 i 17 de febrer d'aquest any.
A partir d'aquí aquesta fira s'ha convertit en una de les més importants de Veneçuela i del món taurí. Arriben a la ciutat personalitats del món taurí i importants toreros espanyols, portuguesos, mexicans i colombians.

### Elecció de la Reina del Sol
Durant les festivitats de la Fira del Sol, es mostra a la reina de les festes que es tria dies abans de la celebració per un certamen popular, on diverses participants de gran bellesa i simpatia busquen aconseguir la corona per a ser la padrina de la fira.